# Râmnicu Vâlcea
Râmnicu Vâlcea là một thành phố România. Thành phố thuộc hạt Vâlcea. Đây là thành phố lớn thứ 22 quốc gia này. Thành phố Râmnicu Vâlcea có dân số 170.656 người (theo điều tra dân số năm 2002), diện tích km2. Thành phố có độ cao 250 mét trên mực nước biển. Râmnicu Vâlcea nằm ở khu vực trung tâm phía nam của Romania. Tại chân núi Nam Carpathia, thành phố nằm ở vị trí khoảng 12 km (7,5 dặm) so với dãy núi Cozia và khoảng 40 km (25 dặm) từ dãy núi Făgăraş và Lotrului. Giới hạn phía nam của Râmnicu Vâlcea được hình thành bởi cao nguyên Getic và thung lũng Oltului.
Sông Olt chảy qua thành phố Râmnicu Vâlcea, tuyến đường E81 và một trong những tuyến đường sắt quốc gia chính cũng chạy qua thành phố này.
Khu vực này có dân sinh sống kể từ thời Dacia và La Mã. Một pháo đài mới được xây dựng trên vị trí trong thời Trung Cổ. Râmnicu Vâlcea đầu tiên xác nhận trong các quy định của Hoàng thân Mircea cel Bătrân, như "thị trấn vương Râmnic" (ngày 04 tháng 9 năm 1388), và xác nhận là thủ phủ hạt Vâlcea trong cùng thời kỳ (8/1/1392).